# Національна програма відшкодування наслідків щеплень
Програма була створена у США в 1986 році у відповідь на загрозу для виробництва вакцин, викликану страхом перед вакциною АКДП. Попри переконання більшості чиновників охорони здоров'я про безпідставність тверджень про побічні ефекти, окремим позивачам були присуджені великі виплати, більшість виробників вакцин АКДП припинили її виробництво й почали лунати заяви про втрату стадного імунітету.

## Відшкодування
У таблиці наведено виплати за основними видами щеплень, зроблених постраждалим у 2006-2017 роках. Вона показує, що в середньому на мільйон щеплень було виплачено 1,2 відшкодування. Це також показує, що множинні вакцини, такі як MMR, не мають надзвичайної частоти виплат.
| Захворювання                            | Щеплення      | Виплати | Виплат на 1 млн щеплень |
| --------------------------------------- | ------------- | ------- | ----------------------- |
| Дифтерія+правець+A.pertussis*           | 503 068 145   | 601     | 1,2                     |
| DTaP-Hep B-IPV                          | 68 764 777    | 42      | 0,6                     |
| HepA+HepB, HepB+HIB                     | 20 614 142    | 21      | 1,0                     |
| Гепатит А                               | 176 194 118   | 55      | 0,3                     |
| Гепатит Б                               | 185 428 393   | 81      | 0,4                     |
| HIB (Haemophilus influenzae)            | 119 947 400   | 12      | 0,1                     |
| ВПЛ                                     | 111 677 552   | 134     | 1,2                     |
| Грип                                    | 1 518 400 000 | 2,833   | 1,9                     |
| IPV (інактивована поліовірусна вакцина) | 72 962 512    | 4       | 0,1                     |
| Кір                                     | 135 660       | 1       | 7,4                     |
| Менінгокок                              | 94 1113 218   | 43      | 0,5                     |
| MMR (кір, паротит, краснуха)            | 101 501 714   | 120     | 1,2                     |
| MMR-вітрянка                            | 24 798 297    | 20      | 0,8                     |
| Свинка                                  | 110 749       | 0       | 0,0                     |
| Пневмококовий кон'югат                  | 228 588 846   | 48      | 0,2                     |
| Ротавірус                               | 107 678 219   | 40      | 0,4                     |
| Краснуха                                | 422 548       | 1       | 2,4                     |
| Правець                                 | 3 836 052     | 52      | 13,6                    |
| Вітрянка                                | 116 063 014   | 45      | 0,4                     |
| Всього                                  | 3 454 305 356 | 4 153   | 1,2                     |

* Включно зі щепленнями, відомими під скороченими назвами DT, DTaP, DTaP-HIB, DTaP-IPV, DTap-IPV-HIB, Td, Tdap
| Фінансовий рік | Кількість виплат | Виплати позивачам, дол. США | Середня сума, дол. США |
| -------------- | ---------------- | --------------------------- | ---------------------- |
| 2006 рік       | 68               | 48 746 162,74               | 716 855,33             |
| 2007 рік       | 82               | 91 449 433,89               | 1 115 237,00           |
| 2008 рік       | 141              | 75 716 552,06               | 536 996,82             |
| 2009 рік       | 131              | 74 142 490,58               | 565 973,21             |
| 2010 рік       | 173              | 179 387 341,30              | 1 036 921,05           |
| 2011 рік       | 251              | 216 319 428,47              | 861 830,39             |
| 2012 рік       | 249              | 163 491 998,82              | 656 594,37             |
| 2013 рік       | 375              | 254 666 326,70              | 679 110,20             |
| 2014 рік       | 365              | 202 084 196,12              | 553 655,33             |
| 2015 рік       | 508              | 204 137 880,22              | 401 846,22             |
| 2016 рік       | 689              | 230 140 251,20              | 334 020,68             |
| 2017 рік       | 706              | 252 245 932,78              | 357 288,86             |
| 2018 рік       | 521              | 199 588 007,04              | 383 086,39             |
| 2019 рік       | 653              | 196 217 707,64              | 300 486,54             |
| 2020 рік       | 734              | 186 885 677,55              | 254 612,64             |
| Всього         | 5 646            | 2 575 219 387,11            | 456 113,95             |

Станом на листопад 2020 року було виплачено понад 4,4 млрд доларів. 